# Goodbye (bài hát của Spice Girls)
"Goodbye" là một bài hát của nhóm nhạc nữ Anh quốc Spice Girls, phát hành như là đĩa đơn Giáng sinh vào ngày 11 tháng 12 năm 1998 bởi Virgin Records. Nó được sáng tác bởi Spice Girls, Richard Stannard và Matt Rowe, và là bài hát đầu tiên của nhóm mà không có sự góp giọng của Geri Halliwell. Đĩa đơn đã giúp Spice Girls trở thành nghệ sĩ đầu tiên kể từ The Beatles sở hữu những đĩa đơn quán quân mùa Giáng sinh trong ba năm liên tiếp.

## Tổng quan
"Goodbye" ban đầu được viết vào năm 1997 bởi Emma Bunton, Geri Halliwell, Matt Rowe và Richard Stannard với dự định đưa vào album Spiceworld. Tuy nhiên, do hạn chế về thời gian nên nó đã không được thu âm vào thời điểm đó. Khi đang lưu diễn tại Mỹ, sau khi Geri Halliwell rời khỏi nhóm, Stannard và Rowe đã bay tới Nashville, Tennessee để gặp nhóm và thu âm bài hát.

## Phát hành
"Goodbye" đã được phát hành dưới hai định dạng CD (phiên bản thường và phiên bản maxi). Danh sách các ca khúc trong phiên bản quốc tế cũng giống danh sách bài hát tại Anh. Tại Mỹ, đĩa đơn được phát hành dưới dạng một EP bao gồm: "Goodbye", bài hát mặt B "Christmas Wrapping ", và các phiên bản trực tiếp của "Sisters Are Doin' It for Themselves" và "We Are Family", được ghi lại tại buổi lưu diễn cuối cùng của họ tại sân vận động Wembley vào tháng 9 năm 1998. Đĩa đơn tại Mỹ còn bao gồm một bộ sticker của cả nhóm, trong hình tượng nàng tiên, tương tự trong video âm nhạc của "Viva Forever". Năm 2000, bài hát đã xuất hiện trong album phòng thu cuối cùng của nhóm, Forever.

## Tiếp nhận

### Chuyên môn
Một đánh giá của Sputnikmusic đã nhận xét bài hát "rất trang nhã và tình cảm sâu rộng", trong khi Tania Kraines từ BBC Music cho biết: "Một bài hát tan vỡ khi Geri nói lời "Tạm biệt" trong đĩa đơn cuối cùng của họ".

### Thương mại
Ở Vương quốc Anh, "Goodbye" đã trở thành đĩa đơn quán quân thứ tám của nhóm, và đứng đầu bảng xếp hạng trong một tuần, bán được 380.000 trong tuần đầu tiên. "Goodbye" đã giúp nhóm trở thành nghệ sĩ đầu tiên kể từ The Beatles có đĩa đơn quán quân 3 mùa Giáng sinh liên tiếp. Tính đến tháng 12 năm 2013, bài hát đã bán được 884.000 bản tại Anh, và là đĩa đơn bán chạy thứ tư của họ. Tại New Zealand, nó ra mắt và đạt vị trí số một trong hai tuần.
Bài hát ra mắt và đạt vị trí cao nhất là ở hạng 11 trên bảng xếp hạng Billboard Hot 100, với doanh số 74.000 bản, và được chứng nhận vàng khi bán được hơn 600.000 bản.

## Danh sách track và định dạng
| - Đĩa CD tại Vương quốc Anh và châu Âu #1 1. "Goodbye" (radio chỉnh sửa) – 4:20 2. "Christmas Wrapping" – 4:14 3. "Goodbye" (bản dàn nhạc) – 4:14 - Đĩa CD tại Vương quốc Anh và châu Âu #2 1. "Goodbye" (bản đĩa đơn) – 4:47 2. "Sisters Are Doin' It for Themselves" (trực tiếp) – 4:22 3. "We Are Family" (trực tiếp) – 3:35 - Đĩa CD tại châu Âu #2 1. "Goodbye" (radio chỉnh sửa) – 4:20 2. "Christmas Wrapping" – 4:14 | - Đĩa CD tại Mỹ, Úc và Nhật 1. "Goodbye" (bản đĩa đơn) – 4:47 2. "Christmas Wrapping" – 4:14 3. "Sisters Are Doin' It for Themselves" (trực tiếp) – 4:35 4. "We Are Family" (trực tiếp) – 3:22 - EP tại Malaysia, Indonesia & Đài Loan 1. "Goodbye" (bản đĩa đơn) – 4:47 2. "Christmas Wrapping" – 4:14 3. "Sisters Are Doin' It for Themselves" (trực tiếp) – 4:22 4. "We Are Family" (trực tiếp) – 3:35 5. "Goodbye" (bản dàn nhạc) – 4:14 6. "Goodbye" (video ca nhạc - bản tăng cường) |

## Xếp hạng và chứng nhận
| Bảng xếp hạng (1998)               | Vị trí cao nhất |
| ---------------------------------- | --------------- |
| Úc (ARIA)                          | 3               |
| Áo (Ö3 Austria Top 40)             | 13              |
| Bỉ (Ultratop 50 Flanders)          | 13              |
| Bỉ (Ultratop 50 Wallonia)          | 12              |
| Canada (RPM)                       | 15              |
| Canada Adult Contemporary (RPM)    | 10              |
| Canada (Soundscan)                 | 1               |
| Đan Mạch (Tracklisten)             | 5               |
| Châu Âu (European Hot 100 Singles) | 2               |
| Phần Lan (Suomen virallinen lista) | 2               |
| Pháp (SNEP)                        | 21              |
| Đức (Official German Charts)       | 17              |
| Ireland (IRMA)                     | 1               |
| Ý (FIMI)                           | 2               |
| New Zealand (Recorded Music NZ)    | 1               |
| Hà Lan (Dutch Top 40)              | 4               |
| Hà Lan (Single Top 100)            | 5               |
| Na Uy (VG-lista)                   | 6               |
| Scotland (OCC)                     | 1               |
| Tây Ban Nha (AFYVE)                | 8               |
| Thụy Điển (Sverigetopplistan)      | 2               |
| Thụy Sĩ (Schweizer Hitparade)      | 8               |
| Anh Quốc (OCC)                     | 1               |
| Hoa Kỳ Billboard Hot 100           | 11              |

| Bảng xếp hạng (1998)                 | Vị trí |
| ------------------------------------ | ------ |
| Australia (ARIA)                     | 99     |
| Finland (Suomen virallinen lista)    | 43     |
| Netherlands (Dutch Top 40)           | 179    |
| Sweden (Sverigetopplistan)           | 29     |
| UK Singles (Official Charts Company) | 8      |
| Bảng xếp hạng (1999)                 | Vị trí |
| Australia (ARIA)                     | 45     |
| Canada (RPM)                         | 96     |
| Canada Adult Contemporary (RPM)      | 75     |
| Europe (European Hot 100 Singles)    | 41     |
| Finland (Suomen virallinen lista)    | 64     |
| Italy (FIMI)                         | 20     |
| Netherlands (Dutch Top 40)           | 107    |
| Netherlands (Single Top 100)         | 64     |
| Norway Winter Period (VG-lista)      | 19     |
| UK Singles (Official Charts Company) | 121    |

| Bảng xếp hạng (1990–99)              | Vị trí |
| ------------------------------------ | ------ |
| UK Singles (Official Charts Company) | 42     |

## Chứng nhận
| Quốc gia                                                                           | Chứng nhận  | Số đơn vị/doanh số chứng nhận |
| ---------------------------------------------------------------------------------- | ----------- | ----------------------------- |
| Úc (ARIA)                                                                          | Bạch kim    | 70.000^                       |
| Canada (Music Canada)                                                              | 2× Bạch kim | 200,000^                      |
| New Zealand (RMNZ)                                                                 | Bạch kim    | 15,000*                       |
| Thụy Điển (GLF)                                                                    | Vàng        | 15.000^                       |
| Anh Quốc (BPI)                                                                     | Bạch kim    | 884,500                       |
| Hoa Kỳ (RIAA)                                                                      | Vàng        | 600,000                       |
| * Chứng nhận dựa theo doanh số tiêu thụ. ^ Chứng nhận dựa theo doanh số nhập hàng. |             |                               |

## Lịch sử phát hành
| Nước           | Ngày                 | Định dạng     | Nhãn   |
| -------------- | -------------------- | ------------- | ------ |
| Vương quốc Anh | 11 tháng 12 năm 1998 | CD (CD1)      | Virgin |
| Vương quốc Anh | 14 tháng 12 năm 1998 | CD (CD2)      | Virgin |
| Nhật Bản       | 22 tháng 12 năm 1998 | CD (CD1, CD2) | EMI    |